# Hypertable
Hypertable е система за база данни с отворен код, вдъхновена от публикации, посветени на дизайна на BigTable на Google. Проектът се базира на опита на инженерите, които са решавали широкомащабни данни-интензивни задачи в продължение на много години.
Hypertable работи на основата на разпределена файлова система като Apache Hadoop DFS, GlusterFS или File Kosmos System (KFS). Писано е почти изцяло в C++.